# GHC Openweight Hardcore Championship
El Global Honored Crown (GHC) Hardcore Championship (GHCハードコア王座|GHC Hādokoa Ōza) (Campeonato Violento Peso Abierto de GHC, en español) es un campeonato de lucha libre profesional creado y promovido por la promoción japonesa de lucha libre profesional Pro Wrestling Noah, creado originalmente en 2004 por Jun Akiyama como un título individual conocido como el Global Hardcore Crown Openweight Championship (グローバル・ハードコア・クラウン無差別級王座, Gurōbaru Hādokoa Kuraun Musabetsu-kyū Ōza), también conocido coloquialmente como el cinturón "White GHC" debido a su correa de piel blanca, el color más asociado con Akiyama. La mayoría de los partidos disputados por el campeonato se disputaban con un límite de tiempo de 15 minutos y a menudo presentaban estipulaciones especiales elegidas por el campeón.

## Reinados

### Lista de Campeones de la versión original
| N.º                                           | Campeón                         | Lucha                   | Lucha                                 | Lucha            | Estadísticas | Estadísticas | Estadísticas      | Notas y referencias |
| N.º                                           | Campeón                         | Fecha                   | Evento                                | Ubicación        | Reinado      | Días         | Defensas exitosas | Notas y referencias |
| --------------------------------------------- | ------------------------------- | ----------------------- | ------------------------------------- | ---------------- | ------------ | ------------ | ----------------- | --- |
| Global Hardcore Crown Openweight Championship |                                 |                         |                                       |                  |              |              |                   | |
| 1                                             | Jun Akiyama                     | 13 de marzo de 2004     | Navigation                            | Tokio, Japón     | 1            | 217          | 5                 | Akiyama se declaró campeón inaugural. |
| 2                                             | Naomichi Marufuji               | 16 de octubre de 2004   | Navigation Against the Current 2004   | Tokushima, Japón | 1            | 140          | 2                 | Marufuji ganó el combate por cuenta fuera |
| 3                                             | Muhammad Yone                   | 5 de marzo de 2005      | Navigation for Evolution 2005         | Tokio, Japón     | 1            | 231          | 3                 | |
| 4                                             | Scorpio                         | 22 de octubre de 2005   | Autumn Navigation '05                 | Tokushima, Japón | 1            | 316          | 1                 | |
| 5                                             | Kentaro Shiga                   | 3 de septiembre de 2006 | Shiny Navigation '06                  | Nagoya, Japón    | 1            | 167          | 3                 | |
| GHC Openweight Hardcore Tag Team Championship |                                 |                         |                                       |                  |              |              |                   | |
| 6                                             | Kishin Kawabata & Kentaro Shiga | 17 de febrero de 2007   | Navigation for Evolution 2007 – Día 2 | Tokio, Japón     | 1            | 275          | 2                 | Derrotaron a Go Shiozaki & Shuhei Taniguchi en la final de un Torneo para ganar los títulos en Parejas. Este sigue siendo el reinado del Título original de Kentaro Shiga. Durante su reinado, el título fue anunciado como Campeonato GHC Openweight Hardcore Tag Team. |
| GHC Openweight Hardcore Championship          |                                 |                         |                                       |                  |              |              |                   | |
| 7                                             | Kishin Kawabata                 | 19 de noviembre de 2007 | Winter Navigation '07 – Día 4         | Niigata, Japón   | 2            | 322          | 4                 | Derrotó a Kentaro Shiga para ganar el título que volvió a ser individual. |
| 8                                             | Makoto Hashi                    | 6 de octubre de 2008    | Autumn Navigation '08 – Dia 2         | Isesaki, Japón   | 1            | 245          | 2                 | |
| 9                                             | Kenta Kobashi                   | 8 de junio de 2009      | Southern Navigation 2009 – Día 3      | Hachiōji, Japón  | 1            | 198          | 4                 | |
| —                                             | Desactivado                     | 23 de diciembre de 2009 | —                                     | —                | —            | —            | —                 | Kobashi dejó vacante el título tras sufrir una lesión. Después de eso, el título quedó inactivo. |

### Lista de Campeones Violentos de GHC
| N.º | Campeón        | Lucha                   | Lucha                   | Lucha        | Estadísticas | Estadísticas | Estadísticas      | Notas y referencias                                           |
| N.º | Campeón        | Fecha                   | Evento                  | Ubicación    | Reinado      | Días         | Defensas exitosas | Notas y referencias                                           |
| --- | -------------- | ----------------------- | ----------------------- | ------------ | ------------ | ------------ | ----------------- | ------------------------------------------------------------- |
| 1   | Masato Tanaka  | 23 de octubre de 2023   | Monday Magic episodio 2 | Tokio, Japón | 1            | 35           | 0                 | Derrotó a Ninja Mack para reactivar el título.                |
| 2   | Ninja Mack     | 27 de noviembre de 2023 | Monday Magic episodio 4 | Tokio, Japón | 1            | 159          | 2                 | Derrotó a Masato Tanaka y a Super Crazy en un Hardcore Match. |
| 3   | Shuji Ishikawa | 4 de mayo de 2024       | Wrestle Magic           | Tokio, Japón | 1            | 422          | 2                 | Fue en un Hardcore Match                                      |
| 4   | Hayata         | 30 de junio de 2025     | Wrestle Magic           | Japón        | 1            | 36+          |                   |                                                               |

### Total de días con el título
La siguiente lista muestra el total de días que un luchador ha poseído el campeonato, si se suman todos los reinados que posee.
A la fecha del 5 de agosto de 2025.
| + | Indica al campeón actual |

| N.º | Campeón           | Reinados | Núm. defensas | Total de días |
| --- | ----------------- | -------- | ------------- | ------------- |
| 1   | Kishin Kawabata   | 2        | 6             | 517           |
| 2   | Kentaro Shiga     | 2        | 5             | 441           |
| 3   | Shuji Ishikawa    | 1        | 2             | 422           |
| 4   | Scorpio           | 1        | 2             | 316           |
| 5   | Makoto Hashi      | 1        | 2             | 245           |
| 6   | Muhammad Yone     | 1        | 4             | 231           |
| 7   | Jun Akiyama       | 1        | 5             | 217           |
| 8   | Kenta Kobashi     | 1        | 2             | 198           |
| 9   | Ninja Mack        | 1        | 2             | 159           |
| 10  | Naomichi Marufuji | 1        | 2             | 140           |
| 11  | Hayata            | 1        | .             | 36+           |
| 12  | Masato Tanaka     | 1        | 0             | 35            |